# Sebastián Alabanda
Sebastián Alabanda Fernández  (31. oktober 1950 - 10. juni 2014) var en spansk fodboldspiller (midtbane). Han spillede én kamp for Spaniens landshold, en EM-kvalifikationskamp mod Vesttyskland 24. april 1976.
På klubplan spillede Alabanda 11 sæsoner hos Real Betis, som han vandt pokalturneringen Copa del Rey med i 1977.

## Titler
Copa del Rey
- 1977 med Real Betis